# طرخشقون أبيض الزهر
طرخشقون أبيض الزهر (الاسم العلمي:Taraxacum leucanthum) هو نوع من النباتات يتبع جنس الطرخشقون من الفصيلة النجمية.